# إيليا كازاكوف
إيليا كازاكوف (بالروسية: Казаков, Илья Сергеевич)‏ (13 مايو 1978 بكيروف في روسيا - ) هو لاعب كرة قدم روسي في مركز حراسة المرمى. لعب مع دينامو برست ونادي ساتورن رامنسكوي وFC Spartak-Telekom Shuya ‏.

## وصلات خارجية
- إيليا كازاكوف على موقع قاعدة بيانات كرة القدم.إي يو (الإنجليزية)